# Lomaspilis albomarginata
Lomaspilis albomarginata är en fjärilsart som beskrevs av Ludwig Osthelder. Lomaspilis albomarginata ingår i släktet Lomaspilis och familjen mätare. Inga underarter finns listade i Catalogue of Life.